# Konrad Seige

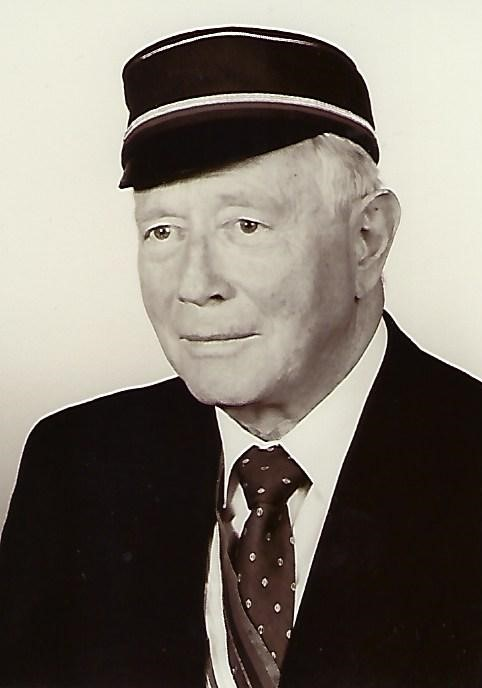
Konrad Seige

Konrad Seige (* 27. Oktober 1921 in Jena; † 15. November 2017 in Lieskau (Salzatal)) war ein deutscher Internist und Hochschullehrer.

## Leben
Seige studierte an der Friedrich-Schiller-Universität Jena Medizin. 1938 wurde er Mitglied der SC-Kameradschaft „Saaleck“, die das Corps Saxonia Jena nach der erzwungenen Suspension 1936 gegründet hatte. 1946 ging er zu Max Bürger an die Universität Leipzig. Da sein Jenenser Doktorvater von der sowjetischen Besatzungszone in die amerikanische Besatzungszone geflohen war und an der Friedrich-Alexander-Universität eine Professur erhalten hatte, wurde Seige 1947 in Erlangen zum Dr. med. promoviert. Seine Doktorarbeit befasste sich mit der Hirnerkrankung von Joseph Victor von Scheffel. 1955 habilitierte er sich in Leipzig. 1959 wurde er in Leipzig unter Bürgers Nachfolger Rolf Emmrich zum a.o. Professor ernannt.
Am 1. April 1964 folgte er dem Ruf der Martin-Luther-Universität Halle-Wittenberg auf den Lehrstuhl für Innere Medizin. Als Direktor der II. Medizinischen Klinik und Poliklinik war er Gründungsvorsitzender der Gesellschaft für Endokrinologie und Stoffwechselkrankheiten der DDR und Präsident der Deutschen Gesellschaft für Klinische Medizin in der DDR. Er war Mitglied der New York Academy of Sciences und der American Diabetes Association. Er war Präsident der International Society of Internal Medicine (1982–1988) und des Weltkongresses für Innere Medizin in Kyoto (1985). Dass er über Jahrzehnte enge Beziehungen zur Universität Posen pflegte, dankte sie ihm mit dem Ehrendoktor. Besonders auf den Gebieten des Diabetes mellitus und der Angiologie hatte seine Klinik einen „legendären“ Ruf. Seige kämpfte aber für die Erhaltung der „großen“ Inneren Medizin und hielt die Fakultät von politischen Einflüssen weitgehend frei. Dennoch wurde er 1987 – noch vor der Wende und friedlichen Revolution in der DDR – mit hohen Ehren emeritiert.
Im Juni 1948 wurde er (wie sein Bruder und Kollege Dietrich Seige) Corpsschleifenträger der nach Frankfurt am Main gegangenen Franconia Jena. Das Corps Saxonia Bonn verlieh ihm 1985 das Band. Nach der Deutschen Wiedervereinigung unterstützte Seige das Land Sachsen-Anhalt in mehreren Kommissionen. Der Ministerpräsident Wolfgang Böhmer verlieh ihm im Juli 2006 das Bundesverdienstkreuz 1. Klasse. Im hohen Alter veröffentlichte Seige die Geschichte der „Saaleck“. Er starb 96-jährig in Lieskau.

## Ehrenmitgliedschaften
- Gesellschaft für Endokrinologie und Stoffwechselkrankheiten der DDR
- Gesellschaft für Gastroenterologie der ČSSR
- Deutsche Gesellschaft für Innere Medizin
- Polnische Gesellschaft für Gastroenterologie
- Deutsche Diabetes-Gesellschaft[9]
- Sächsische Gesellschaft für Innere Medizin

## Ehrungen
- Obermedizinalrat (DDR)
- Wahl in die Deutsche Akademie der Naturforscher Leopoldina (1976)[10]
- Dr. med. h. c. der Universität Posen
- Bundesverdienstkreuz 1. Klasse (19. Juli 2006)